# Инвертный сахар
Инвертный сахар — смесь равных молярных долей глюкозы и фруктозы. Сахарный сироп, получаемый как раствор инвертного сахара, называется сиропом из инвертного сахара или инвертным сиропом.
Инвертный сахар является продуктом гидролитического разложения сахарозы на смесь глюкозы и фруктозы, которые привели к изменению направления вращения плоскости поляризации света (инверсии), проходящего через раствор. Инвертный сахар является основным компонентом натурального мёда, в котором образуется под действием фермента инвертазы. Также гидролиз сахарозы происходит в кислой среде. В сахарорафинадном производстве инвертный сахар образуется вследствие отсыревания сахара и под влиянием жизнедеятельности микроорганизмов при неправильном хранении на заводских складах.

## Получение
Получают кипячением раствора свекловичного или тростникового сахара с небольшим количеством воды и минеральной или органической кислоты (соляной, лимонной, виннокаменной, молочной). В завершении процесса кислоту нейтрализуют двууглекислой содой.

## Использование
В кулинарии инверсия сахара, то есть гидролиз сахарозы с образованием инвертного сахара, происходит при варке фруктов и сиропов. Если при приготовлении компотов и киселей закладывать фрукты в сахарный сироп, конечный продукт получится более сладким, поскольку инвертный сахар более сладкий, чем сахароза, за счёт повышенной сладости фруктозы. Катализатором инверсии сахара в кулинарии является лимонная кислота. В процессе тушения свёклы для борща инверсия сахара происходит при добавлении уксуса. Инвертный сахар в кондитерских и булочных изделиях задерживает черствение за счёт высокой гигроскопичности фруктозы. Инвертный сироп добавляют в помадку для предотвращения её кристаллизации и в тесто для задерживания процесса черствения.
Используют при изготовлении искусственного мёда, в производстве напитков: джина, виски, пива, игристого вина. Применяют вместо маннита при титриметрическом определении бора.